# Хамбург
Это статья о посёлке в ЮАР; о городе в Германии см. Гамбург.
Хамбург (африк. Hamburg) — посёлок на побережье Восточной Капской провинции ЮАР. Расположен между Ист-Лондоном и Порт-Альфредом.

## История
Хамбург основали в XIX веке немецкие поселенцы. В те времена из немецкого порта Гамбург нередко отправлялись корабли с переселенцами, доставлявшими их на побережье «кафрских земель». Место, где находился южноафриканский Хамбург, в 1854 г. находилась на границе между Капской колонией и Британской Кафрарией. В ходе дальнейшей британской экспансии в Южной Африке эта местность была присоединена к Капской колонии, а после образования в 1910 г. Южноафриканского союза стала частью Капской провинции.
В 1961—1994 гг. Хамбург входил в состав бантустана Сискей.

## Настоящее время
В настоящее время в посёлке проживает менее 100 человек. Тем не менее, здесь есть небольшие гостиницы типа «bed and breakfast» для туристов. Пляж — довольно большой и практически не используется. Почта находится в небольшом местном супермаркете. Невдалеке от города находится одноименный природный парк.
К городу ведёт гравийная дорога длиной около 10 км.

## Интересные факты
Телефонный код Хамбурга 040, то есть тот же, что и у его немецкого «тёзки».

## Галерея изображений
- Указатели дороги на Хамбург на шоссе №2
- Табличка с названием Хамбурга
- Побережье у Хамбурга